# Histatyny
Histatyny – białka odkryte w ślinie, które mają działanie obronne przed patogenami. Ich działanie polega na tworzeniu porów z błonach komórkowych komórek atakowanych, co powoduje lizę tych komórek. Nazwa białek wywodzi się od wysokiej zawartości histydyny w ich strukturze I-rzędowej. Do grupy histatyn zaliczają się 24 związki, numerowane od 1 do 24, lub zapisywanych w skrócie HIS1 do HIS24 (lub Hst1 do Hst24). Człowiek posiada w swoim genomie jedynie geny dla HIS1 i HIS3, pozostałe peptydy są prawdopodobnie produktem proteolizy tamtych dwóch lub alternatywnego splicingu.
Za główną funkcję histatyn uznaje się przeciwdziałanie grzybicom. Są stosowane jako leki przeciwgrzybicze, a od innych odróżniają się niską toksycznością.
Ich mechanizm działania opiera się na agregacji w błonie komórkowej i błonie mitochondrium (co powoduje powstawanie porów i zaburzanie równowagi jonowej) i wtórnej aktywacji receptorów purynergicznych, prowadzących do śmierci komórki. Potrafią także generować reaktywne formy tlenu.
Histatyny hamują także aktywność lipopolisacharydu (LPS), który odpowiada za zlepianie się komórek bakterii gram-ujemnych.
Histatyna 1 poprawia zdolności tytanowych implantów stomatologicznych do zintegrowania się z tkankami zęba.